# Ferdinand Wöllmer
Ferdinand Wöllmer (* 5. August 1836 in Falkenberg; † 23. Januar 1909 in Berlin) war Unternehmer und Mitglied des Deutschen Reichstags.

## Leben
Wöllmer besuchte das Realgymnasium in Perleberg und erhielt 1853–1856 eine kaufmännische Ausbildung. Er war Inhaber der Firma Ferd. Wöllmer in Berlin. Von 1875 bis 1882 war er Mitglied der Stadtverordnetenversammlung von Charlottenburg und deren Vorsteher, ab 1883 Mitglied des Magistrats von Charlottenburg.
Von 1878 bis 1881 war Wöllmer für die Deutsche Fortschrittspartei Mitglied des Deutschen Reichstags für den Wahlkreis Regierungsbezirk Potsdam 10 (Teltow, Beeskow, Storkow, Charlottenburg) und von 1890 bis 1893 für die Deutsche Freisinnige Partei für den Wahlkreis Jerichow.